# Iraida Borissowna Sejest
Iraida Borissowna Sejest (russisch Ираида Борисовна Зеест; * 4. Maijul. / 17. Mai 1902greg. in St. Petersburg; † 30. Januar 1981 in Schukowski) war eine sowjetische Klassische Archäologin.

## Leben
Sejests Mutter hatte sich an der revolutionären Bewegung in Russland beteiligt und war 1908 mit ihrer Tochter nach Frankreich und in die Schweiz emigriert, um nach der Oktoberrevolution nach Sowjetrussland zurückzukehren.
Sejest studierte an der Universität Moskau (MGU) in der Abteilung für Bildende Kunst der Ethnologie-Fakultät mit Abschluss 1926 als Kunstwissenschaftlerin. 1925 hatte sie den Studenten und künftigen Aerodynamiker Max Taiz geheiratet.
Ab 1931 arbeitete Sejest im Moskauer Puschkin-Museum für Bildende Künste. Sie absolvierte die Aspirantur 1934 bis 1937 am Moskauer Institut für Philosophie, Literatur und Geschichte (IFLI). Ab 1935 beteiligte sie sich an den Ausgrabungen des Römischen Militärlagers Charax auf der Krim am Ai-Todor-Kap (mit dem Schwalbennest), der Städte Phanagoria, Pantikapaion, Gorgippia auf der Halbinsel Taman und der Sindi-Wallburg Semibratneje  Gorodischtsche (Siebenbrüder-Wallburg) am unteren Kuban (nahe Warenikowskaja). Ihre Dissertation über das Werk des griechischen Bildhauers Alkamenes verteidigte sie 1943 mit Erfolg für die Promotion zur Kandidatin der Kunstwissenschaft.

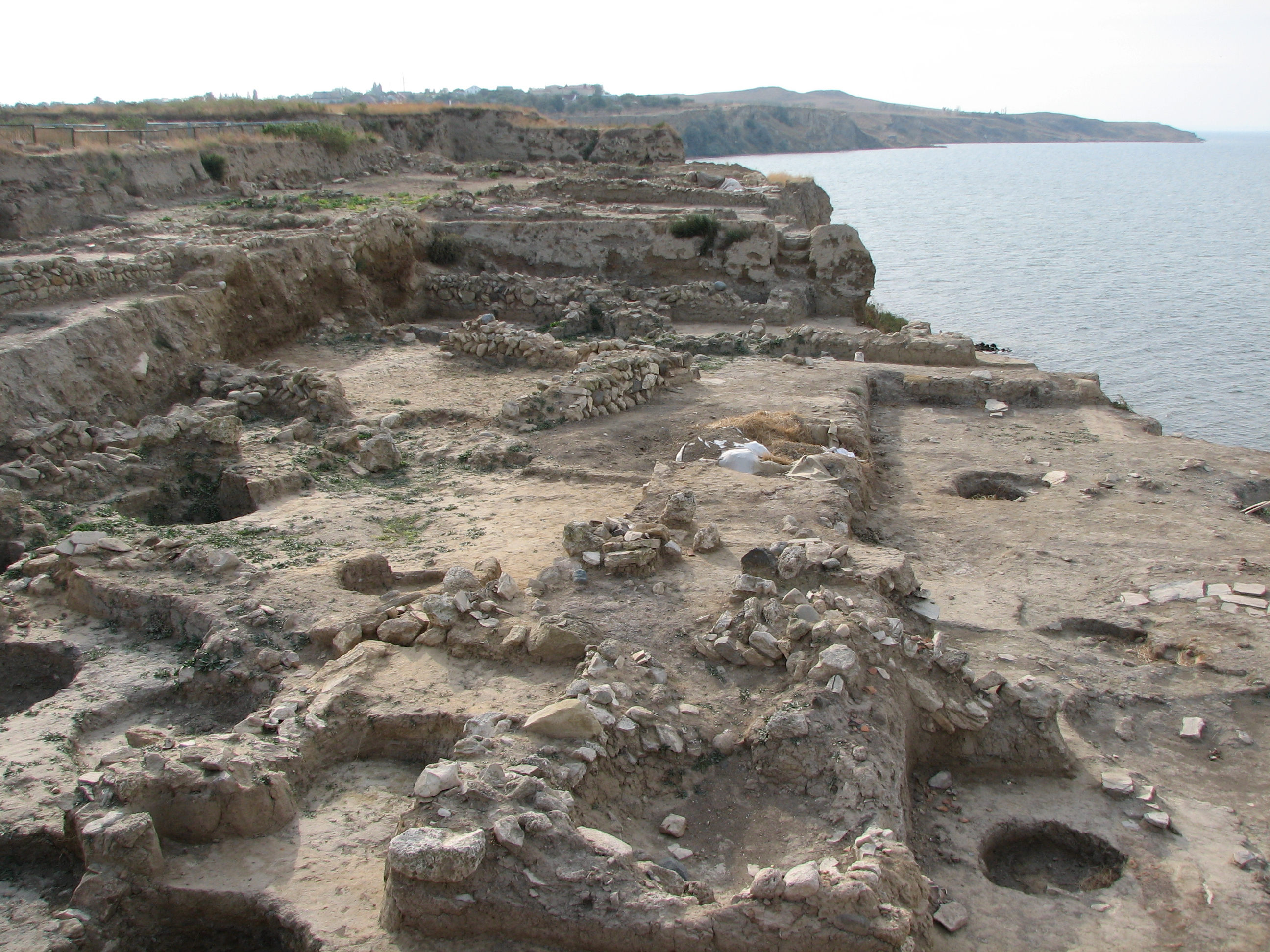
Ausgrabung in Hermonassa

Es folgte die Doktor-Aspirantur (1943–1946) am Moskauer Institut für Archäologie der Akademie der Wissenschaften der UdSSR (AN-SSSR, seit 1991 Russische Akademie der Wissenschaften (RAN)), worauf Sejest dort wissenschaftliche Mitarbeiterin wurde. Ab 1947 leitete sie die Expeditionen in der griechischen Stadt Kimmerikon an der Südküste der Halbinsel Kertsch, in Feodossija und in der griechisch-sindischen Stadt Hermonassa (Tmutarakan) auf der Taman-Halbinsel und entwickelte die Stratigraphie Hermonassas (bis 1971). 1958–1960 nahm sie an der Albanien-Expedition zur Ausgrabung Apollonias teil. Ihre 1960 erschienene Monografie über Keramikgefäße vom Bosporus verteidigte sie 1963 als ihre Doktor-Dissertation mit Erfolg für die Promotion zur Doktorin der Kunstwissenschaft. Anhand des zusammengetragenen keramischen Materials und ihrer Typologie der antiken Amphoren untersuchte sie die Produktionszentren und die ökonomischen Verbindungen zwischen den griechischen Städten und den Stämmen der Don-Region, der Kuban-Region und des Sindi-Gebiets.

## Ehrungen, Preise
- Medaille „Für heldenmütige Arbeit“[1]